# Golf en los Juegos Olímpicos de Tokio 2020
El golf en los Juegos Olímpicos de Tokio 2020 se realizó en el Club de Campo de Kasumigaseki, ubicado en la localidad de Kawagoe, al norte de Tokio, del 29 de julio al 7 de agosto de 2021.
Fueron disputados en este deporte dos torneos diferentes, el masculino y el femenino. El programa de competiciones se mantuvo como en la edición anterior.

## Países participantes
| País                          | Hombres | Mujeres | Total |
| ----------------------------- | ------- | ------- | ----- |
| Argentina (ARG)               | –       | 1       | 1     |
| Australia (AUS)               | 2       | 2       | 4     |
| Austria (AUT)                 | 2       | 1       | 3     |
| Bélgica (BEL)                 | 2       | 1       | 3     |
| Canadá (CAN)                  | 2       | 2       | 4     |
| Chile (CHI)                   | 2       | –       | 2     |
| República Popular China (CHN) | 2       | 2       | 4     |
| China Taipéi (TPE)            | 1       | 2       | 3     |
| Colombia (COL)                | 1       | 1       | 2     |
| República Checa (CZE)         | 1       | 1       | 2     |
| Dinamarca (DEN)               | 2       | 2       | 4     |
| Ecuador (ECU)                 | 1       | 1       | 2     |
| Finlandia (FIN)               | 2       | 2       | 4     |
| Francia (FRA)                 | 2       | 2       | 4     |
| Alemania (GER)                | 2       | 2       | 4     |
| Reino Unido (GBR)             | 2       | 2       | 4     |
| Hong Kong (HKG)               | –       | 1       | 1     |
| India (IND)                   | 2       | 1       | 3     |
| Irlanda (IRL)                 | 2       | 2       | 4     |
| Italia (ITA)                  | 2       | 2       | 4     |
| Japón (JPN)                   | 2       | 2       | 4     |
| Malasia (MAS)                 | 1       | 1       | 2     |
| México (MEX)                  | 2       | 2       | 4     |
| Marruecos (MAR)               | –       | 1       | 1     |
| Países Bajos (NED)            | –       | 1       | 1     |
| Nueva Zelanda (NZL)           | 1       | 1       | 2     |
| Noruega (NOR)                 | 2       | 1       | 3     |
| Paraguay (PAR)                | 1       | –       | 1     |
| Polonia (POL)                 | 1       | –       | 1     |
| Puerto Rico (PUR)             | 1       | 1       | 2     |
| Filipinas (PHI)               | 1       | 2       | 3     |
| Sudáfrica (RSA)               | 2       | 1       | 3     |
| Corea del Sur (KOR)           | 2       | 4       | 6     |
| Eslovaquia (SVK)              | 1       | –       | 1     |
| Eslovenia (SLO)               | –       | 1       | 1     |
| España (ESP)                  | 2       | 2       | 4     |
| Suecia (SWE)                  | 2       | 2       | 4     |
| Suiza (SUI)                   | –       | 2       | 2     |
| Tailandia (THA)               | 2       | 2       | 4     |
| Estados Unidos (USA)          | 4       | 4       | 8     |
| Venezuela (VEN)               | 1       | –       | 1     |
| Zimbabue (ZIM)                | 1       | –       | 1     |

## Medallistas
| Evento                  | Oro                                           | Plata                                  | Bronce                                    |
| ----------------------- | --------------------------------------------- | -------------------------------------- | ----------------------------------------- |
| Masculino (1 de agosto) | Xander Schauffele · Estados Unidos · 266 pts. | Rory Sabbatini · Eslovaquia · 267 pts. | Pan Cheng-Tsung · China Taipéi · 269 pts. |
| Femenino (7 de agosto)  | Nelly Korda · Estados Unidos · 267            | Mone Inami · Japón · 268               | Lydia Ko · Nueva Zelanda · 268            |

## Medallero
| Núm. | País           | Oro | Plata | Bronce | Total |
| ---- | -------------- | --- | ----- | ------ | ----- |
| 1    | Estados Unidos | 2   | 0     | 0      | 2     |
| 2    | Eslovaquia     | 0   | 1     | 0      | 1     |
| 2    | Japón          | 0   | 1     | 0      | 1     |
| 4    | China Taipéi   | 0   | 0     | 1      | 1     |
| 4    | Nueva Zelanda  | 0   | 0     | 1      | 1     |
|      | TOTAL          | 2   | 2     | 2      | 6     |